# کمپوبلو دی مازارا
کمپوبلو دی مازارا (به ایتالیایی: Campobello di Mazara) یک کومونه در ایتالیا است که در استان تراپانی واقع شده‌است.

## خصوصیات
کمپوبلو دی مازارا ۶۵ کیلومترمربع مساحت و ۱۱٬۱۹۰ نفر جمعیت دارد و ۱۱۰ متر بالاتر از سطح دریا واقع شده‌است.